# .st
.st je internetová národní doména nejvyššího řádu pro Svatý Tomáš a Princův ostrov (podle ISO 3166-2:ST).